# Matthaea heterophylla
Matthaea heterophylla är en tvåhjärtbladig växtart som beskrevs av Quisumb. & Merr.. Matthaea heterophylla ingår i släktet Matthaea och familjen Monimiaceae. Inga underarter finns listade i Catalogue of Life.